# Ivana Kobilca
Ivana Kobilca (Ljubljana, 20. prosinca 1861. – Ljubljana, 4. prosinca 1926.), slovenska slikarica.
Ivana Kobilca je najznačajnija i najslavnija slovenska slikarica. Pripadala je generaciji slovenskih realista, koji su svoja najznačajnija djela naslikali u 1880-im. 
Njen lik se nalazi na novčanici bivše slovenske nacionalne valute (slovenski tolar) - točnije na novčanici od 5000 SIT.